# Черных, Матвей Митрофанович
Матвей Митрофанович Черных — командир отделения разведки батареи 940-го артиллерийского полка (370-я стрелковая дивизия, 69-я армия, 1-й Белорусский фронт), старшина.

## Биография
Матвей Митрофанович Черных родился в крестьянской семье в селе Кирза Ординской волости Барнаульского уезда Томской губернии (в настоящее время Ордынский район Новосибирской области). Окончил 2 класса школы. Работал в колхозе.
В 1937—1939 годах проходил службу в Красной армии, в сентябре 1941 года Ордынским райвоенкоматом был призван вновь. На фронтах Великой Отечественной войны с октября 1942 года.
В боях 15—16 марта 1943 года на Северо-Западном фронте сержант Черных обнаружил в разведке 2 артиллерийских и 3 миномётных батареи, 4 пулемётных точки, 2 дзота с лёгкими перекрытиями и пушку прямой наводки. По его донесению часть целей была уничтожена. Приказом по 940-му артиллерийскому полку от 5 апреля 1943 года он был награждён медалью «За отвагу».
7 марта 1944 года на Прибалтийском фронте приказом по 940-му артиллерийскому полку он командир отделения разведки сержант Черных был награждён второй медалью «За отвагу» за то что в период боёв под непрерывным огнём противника он обнаружил 2 артиллерийских батареи, 8 групп пулемётных точек и одну пушку прямой наводки. Все указанные им цели были уничтожены или подавлены. В течение двух суток он сменил 12 наблюдательных пунктов, чем обеспечил просматриваемость всех участков, недоступных для наблюдения с удалённых НП.
17 июля 1944 года в 10 км севернее города Пулавы старший сержант Черных разведал 2 пулемёта и 3 противотанковых орудия, проволочные заграждения перед траншеями противника. Во время боя организовал наблюдение за полем боя. По его целеуказаниям было уничтожено 2 пулемётных точки, рассеяно 2 группы солдат и офицеров противника. Первым ворвался в траншею противника и из личного оружия уничтожил 5 солдат противника. Во время, когда дрался в окружении, по его целеуказаниям уничтожены 2 пулемёта и 2 миномёта, а также уничтожена и рассеяна группа солдат противника численностью до 15 человек. При прорыве окружения отделение отрезало пути отхода противника, захватив большое число солдат противника. Приказом по 370-й стрелковой дивизии от 31 июля 1944 года старший сержант Черных был награждён орденом Славы 3-й степени.
31 июля 1944 года старший сержант Черных переправился вплавь на левый берег реки Висла. Во главе своего отделения с стрелковым взводом автоматчиков 1232 стрелкового полка он участвовал в разведке позиций противника. Было выявлено 4 огневых точки: 2 ручных и 1 станковый пулемёт и батарея 81-мм миномётов. В наступательном бою Черных первым ворвался в траншею противника и уничтожил 1 снайпера и 2-х солдат противника. В период подготовки к расширению плацдарма и в течение трёх суток вёл непрерывное наблюдение. Было выявлено 5 действующих пулемётных точек, миномётная батарея, 1 противотанковое орудие, 2 траншеи и 1 наблюдательный пункт противника. Все выявленные цели были уничтожены. Приказом по 91-му стрелковому корпусу от 24 октября 1944 года он был награждён орденом Отечественной войны II степени.
В наступательном бою западнее Пулавы 14 января 1945 года, следуя в боевых порядках пехоты, старшина Черных обнаружил станковый пулемёт, который по его целеуказаниям был уничтожен огнём батареи. 15 января он же обнаружил батарею противника из 105-мм пушек, которые вели огонь по пехоте прямой наводкой. По его целеуказаниям огнём 4-х батарей батарея противника была подавлена, расчёты рассеяны и частично уничтожены. Противник бросил на поле боя 4 орудия.  Приказом по 69-й армии от 6 марта 1945 года старшина Черных был награждён орденом Славы 2-й степени.
Заменяя командира взвода разведки северо-западнее города Франкфурт-на-Одере 16—17 февраля 1945 года старшина Черных участвовал в отражении контратаки пехоты и танков противника. Уничтожил в этом бою значительное число солдат и офицеров противника. Указом Президиума Верховного Совета СССР от 15 мая 1946 года он был награждён орденом Славы 1-й степени.
Старшина Черных был демобилизован в октябре 1945 года. Вернулся на родину. Работал в местном кооперативном предприятии.
Скончался Матвей Митрофанович Черных 14 декабря 1968 года.

## Память
- Его именем названа улица в селе Кирза.